# Arthraerua leubnitziae
Arthraerua es un género monotípico de  fanerógamas pertenecientes a la familia Amaranthaceae. Su única especie: Arthraerua leubnitziae (Kuntze) Schinz, es originaria de Namibia.

## Descripción
Es un arbusto enano perennifolio que alcanza los  0,4 a 1,2 m de altura. Se encuentra a una altitud de 50 a 160 m s. n. m. (metros sobre el nivel del mar) en Namibia.

## Taxonomía
Arthraerua leubnitziae fue descrita por  (Kuntze) Schinz y publicado en Nat. Pflanzenfam. 3(1a): 109 1894.
Sinonimia
- Aerva desertorum Engl.
- Aerva leubnitziae Kuntze
- Uretia leubnitziae Kuntze[3][4]